# Hana Gaddafi
Hana Gaddafi (arabisch هناء القذافي, DMG Hanāʾ al-Qaḏḏāfī; * 11. November 1985) ist eine libysche Medizinerin und Adoptivtochter des vormaligen libyschen Diktators Muammar al-Gaddafi und dessen zweiter Frau Safaja Farkash.
Ihre Existenz wurde erstmals 1986 bekannt, als nach der Operation El Dorado Canyon ihr angeblicher Tod verkündet wurde. Eine US-amerikanische Journalistin gab an, bei einer Führung durch die Ruinen des Angriffes die Leiche eines Kleinkindes gesehen zu haben.
1999 berichtete die chinesische Nachrichtenagentur Xinhua, dass Muammar al-Gaddafi mit seiner Tochter Hana den vormaligen südafrikanischen Staatspräsidenten Nelson Mandela besucht habe. 2003 reiste Hana Gaddafi nach London, um Einkäufe zu erledigen. 2007 absolvierte sie einen Englischkurs des British Council in dessen libyscher Niederlassung.
Nach der Libyschen Revolution fand eine irische Journalistin in der Palastanlage Bab al-Aziziya eine Urkunde, die bestätigte, dass Gaddafi Medizin studiert hatte. Hana Gaddafi hatte bis 2011 eine Führungsposition im libyschen Gesundheitswesen inne.
Zum 20. Jahrestag ihres angeblichen Todes wurde 2006 das Hana-Festival für Frieden und Freiheit veranstaltet.